# 5165 Videnom
5165 Videnom eller 1985 CG är en asteroid i huvudbältet som upptäcktes den 11 februari 1985 av den danska astronomen Poul Jensen vid Brorfelde-observatoriet. Den är uppkallad efter det danska TV-programmet Videnom.
Asteroiden har en diameter på ungefär 4 kilometer och den tillhör asteroidgruppen Nysa.